# Valdostana
Valdostana (còn được gọi là Chamoisée valdôtaine trong tiếng Pháp) là một giống dê bản địa trong nước Ý có nguồn gốc từ khu vực tự trị của Thung lũng Aosta ở phía tây bắc Italy, từ đó nó có tên. [4]

## Mô tả
Giống dê này đã được phân bố trong quá khứ ở Graian và Pennine Alps. Nó được nuôi dưỡng trong Thung lũng Aosta, đặc biệt là ở các thung lũng Ayas và Lys thấp hơn. Ở Piedmont, nó được nuôi dưỡng tại các thung lũng Chiusella, Orco và Susa, tại Thành phố Metropolitan của Turin.
Nó là một trong bốn mươi ba giống dê nội địa của Ý phân bố hạn chế mà một cuốn sách được lưu giữ bởi Associazione Nazionale della Pastorizia, hiệp hội chăn nuôi cừu và dê quốc gia Ý. Vào cuối năm 2013, dân số đã đăng ký được báo cáo là 959 và là 856.

## Sử dụng
Dê Valdostana được chăn nuôi cho cả hai mục đích: lấy thịt, sử dụng cả thịt tươi và thịt bảo quản trong các hình thức của món salat dê, của Motsetta hoặc của Violino di Capra; và cho sữa, được sử dụng để làm pho mát. Một nghiên cứu vào năm 2002 cho thấy sản lượng sữa trung bình là 249 kg trong 197 ngày.
Trong thung lũng Aosta, nó cũng được sử dụng nhiều trong môn thể thao truyền thống của dê, Bataille des chèvres. Từ năm 1998 môn thể thao này đã được quy định bởi Hiệp hội Comité régional des Batailles des chèvres, với việc tổ chức một giải vô địch khu vực hàng năm. [4] Các sừng lớn của giống dê này có lẽ là kết quả của việc lựa chọn cho mục đích chiến đấu của các nông dân.